# ウィリアム・ワート (司法長官)
ウィリアム・ワート（英語: William Wirt, 1772年11月8日 - 1834年2月18日）は、アメリカ合衆国の政治家。
ジェームズ・モンロー、ジョン・クィンシー・アダムズ両大統領の下で、1817年から1829年まで約11年半にわたってアメリカ合衆国司法長官を務めた。

## 生涯
1772年11月8日、メリーランド植民地ブレイデンスバーグにおいて誕生した。ワートは家庭教師の下で教育を受け、法律を学んだ。1792年にバージニア州で弁護士として認可を受け、同州カルペパー郡裁判所で弁護士業を開業した。ワートは弁護士として数年を過ごした後、バージニア州下院事務官となり、続いてバージニア東地区の地方検察官となった。1807年、ワートはトーマス・ジェファーソン大統領からアーロン・バーの反逆裁判の担当検察官を要請された。1816年、ワートはジェームズ・マディソン大統領からバージニア地区の連邦地方検察官に任ぜられた。
1817年11月、ワートはジェームズ・モンロー大統領から第9代アメリカ合衆国司法長官に指名された。ワートは続くジョン・クィンシー・アダムズ政権下でも司法長官を継続し、アダムズ大統領の任期満了となる1829年3月まで約11年半にわたって司法長官を務めた。司法長官退任後、ワートはボルチモアに居住した。
1830年6月、連邦政府がインディアン強制移住法を制定すると、ジョン・ロスを首長とするアメリカ先住民族チェロキーはジョージア州を相手に訴えを起こした（チェロキー対ジョージア州事件）。チェロキーの代表団は連邦上院議員ダニエル・ウェブスターおよびセオドア・フリーリングハイゼンの勧めを受けて、ワートに弁護を依頼した。ワートはこの要請を受け入れ、「チェロキー国はわれわれの憲法や法律が及ばないという意味で異国であり……」と述べ、ジョージア州の権限はチェロキー国内に及ばないと主張した。ワートは最高裁判所に対して、ジョージア州の法律が合衆国憲法、合衆国とチェロキーとの条約、合衆国の外交諸法律に違反するという理由で、ジョージア州のいかなる法律もチェロキー国内において無効であるとする判決を求めた。その結果、最高裁判所はチェロキーの主張する土地所有権を認め、ジョージア州法はチェロキー国内には及ばないとの判断を示した。
チェロキーの裁判後、ワートはワシントンD.C.を離れメリーランド州ボルチモアに戻った。1832年、ワートは反メイソン党からアメリカ合衆国大統領選挙に出馬したが、敗北した。そして1834年2月18日、ワートはワシントンD.C.において死去した。遺体は議会墓地に埋葬された。